# Le Crouais
Le Crouais est une commune française située dans le département d'Ille-et-Vilaine, en Bretagne.

## Géographie
Cette petite ville de 547 habitants se situe à 35 km environ de Rennes et à 5 km de Saint-Méen-le-Grand. Elle est proche de la    RN 164.
|                     | Quédillac              |                       |
| Saint-Méen-le-Grand | Crouais                | Montauban-de-Bretagne |
|                     | Saint-Onen-la-Chapelle |                       |

### Hydrographie
Pour un article plus général, voir Réseau hydrographique d'Ille-et-Vilaine.
La commune est située dans le bassin Loire-Bretagne. Elle est drainée par le Garun,.
Le Garun, d'une longueur de 30 km, prend sa source dans la commune de Loscouët-sur-Meu et se jette  dans le Meu à Montfort-sur-Meu, après avoir traversé onze communes. 

### Climat
Pour des articles plus généraux, voir Climat de la Bretagne et Climat d'Ille-et-Vilaine.
En 2010, le climat de la commune est de type climat océanique altéré, selon une étude du CNRS s'appuyant sur une série de données couvrant la période 1971-2000. En 2020, Météo-France publie une typologie des climats de la France métropolitaine dans laquelle la commune est exposée à un climat océanique et est dans la région climatique  Bretagne orientale et méridionale, Pays nantais, Vendée, caractérisée par une faible pluviométrie en été et une bonne insolation. Parallèlement l'observatoire de l'environnement en Bretagne publie en 2020 un zonage climatique de la région Bretagne, s'appuyant sur des données de Météo-France de 2009. La commune est, selon ce zonage, dans la zone « Intérieur Est », avec des hivers frais, des étés chauds et des pluies modérées.  
Pour la période 1971-2000, la température annuelle moyenne est de 11,3 °C, avec une amplitude thermique annuelle de 12,3 °C. Le cumul annuel moyen de précipitations est de 756 mm, avec 12,1 jours de précipitations en janvier et 6,7 jours en juillet. Pour la période 1991-2020, la température moyenne annuelle observée sur la station météorologique la plus proche, située sur la commune du Quiou à 19 km à vol d'oiseau, est de 11,6 °C et le cumul annuel moyen de précipitations est de 757,4 mm,. Pour l'avenir, les paramètres climatiques de la commune estimés pour 2050 selon différents scénarios d'émission de gaz à effet de serre sont consultables sur un site dédié publié par Météo-France en novembre 2022.

## Urbanisme

### Typologie
Au 1er janvier 2024, Le Crouais est catégorisée commune rurale à habitat dispersé, selon la nouvelle grille communale de densité à sept niveaux définie par l'Insee en 2022.
Elle est située hors unité urbaine. Par ailleurs la commune fait partie de l'aire d'attraction de Rennes, dont elle est une commune de la couronne,. Cette aire, qui regroupe 183 communes, est catégorisée dans les aires de 700 000 habitants ou plus (hors Paris),.

### Occupation des sols
L'occupation des sols de la commune, telle qu'elle ressort de la base de données européenne d'occupation biophysique des sols Corine Land Cover (CLC), est marquée par l'importance des territoires agricoles (99,4 % en 2018), une proportion identique à celle de 1990 (99,4 %). La répartition détaillée en 2018 est la suivante : 
terres arables (44,3 %), zones agricoles hétérogènes (39,7 %), prairies (15,5 %), forêts (0,6 %). L'évolution de l'occupation des sols de la commune et de ses infrastructures peut être observée sur les différentes représentations cartographiques du territoire : la carte de Cassini (XVIIIe siècle), la carte d'état-major (1820-1866) et les cartes ou photos aériennes de l'IGN pour la période actuelle (1950 à aujourd'hui).

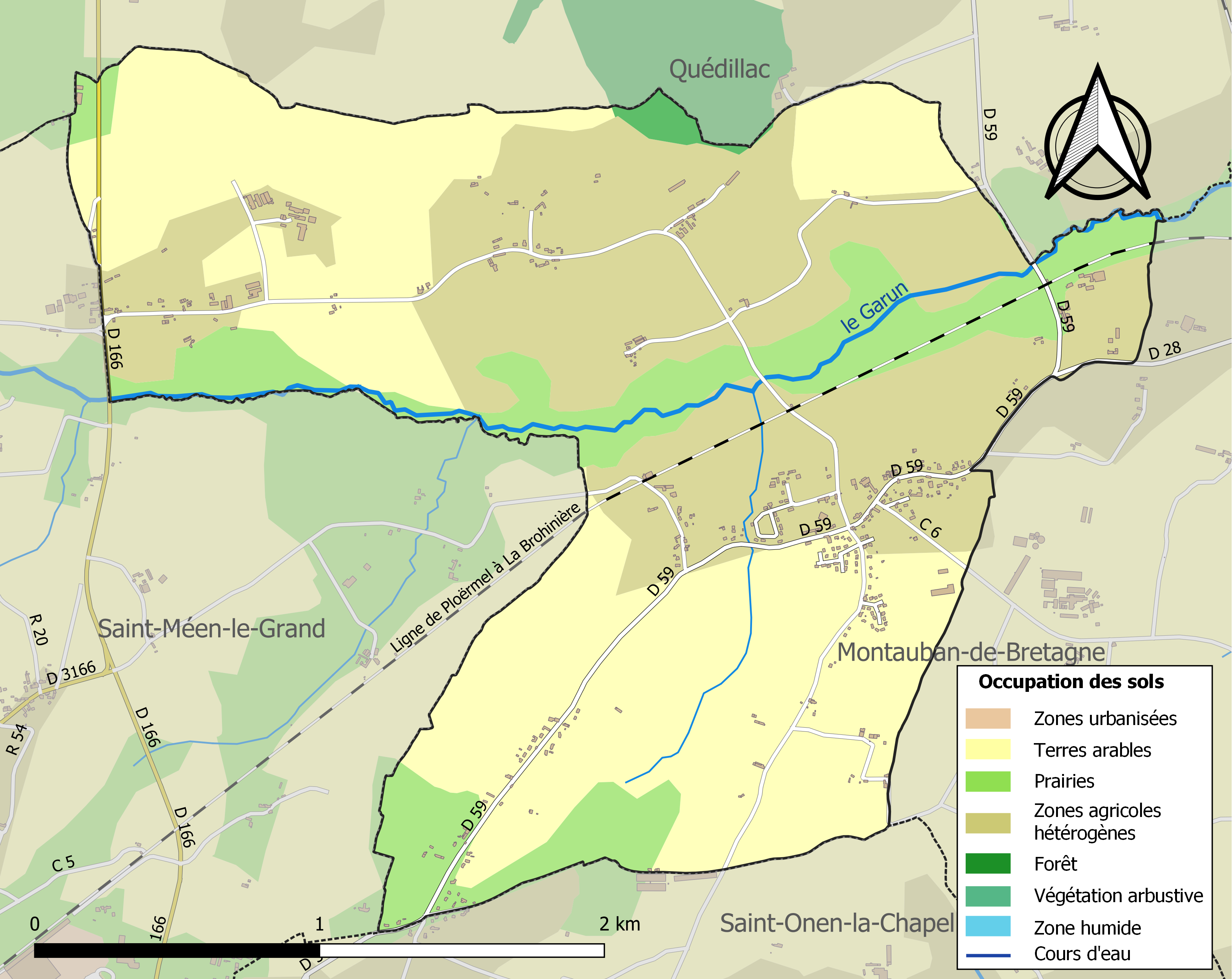
Carte des infrastructures et de l'occupation des sols de la commune en 2018 (CLC).

## Toponymie
Le nom de la localité est attesté sous les formes Croes en 1024, parochia de Croix au XVIe siècle.
Le Crouais est issu du gaulois grava, probable variante de l'oïl grouais[style à revoir] « terre caillouteuse.

## Histoire
Son église, l'église Notre-Dame, a perdu son clocher pendant la guerre 1939-1945.

### Héraldique
| Blason | Blasonnement : D'or à trois croisettes pattées de gueules. |

## Politique et administration

### Liste des maires
| Période                                  | Période                | Identité          | Étiquette | Qualité                                                                           |
| ---------------------------------------- | ---------------------- | ----------------- | --------- | --------------------------------------------------------------------------------- |
| Les données manquantes sont à compléter. |                        |                   |           |                                                                                   |
| 1809                                     |                        | M. Renault        |           |                                                                                   |
| avant 1837                               |                        |                   | M. Morel  |                                                                                   |
| Les données manquantes sont à compléter. |                        |                   |           |                                                                                   |
| juin 1838                                | mars 1851              | Joseph Duval      |           |                                                                                   |
| juillet 1851                             | septembre 1865         | Joseph Egu        |           |                                                                                   |
| septembre 1865                           | avril 1871             | Auguste Duval     |           |                                                                                   |
| mai 1871                                 | janvier 1881           | Joseph Pecheloche |           |                                                                                   |
| février 1881                             | juillet 1906           | Louis Pecheloche  |           |                                                                                   |
| 14 octobre 1906                          | mars 1908              | François Perdrix  |           |                                                                                   |
| avril 1908                               | janvier 1912           | Louis Pecheloche  |           |                                                                                   |
| avril 1912                               | novembre 1919          | Joseph Mesnage    |           |                                                                                   |
| décembre 1919                            | avril 1945             | Célestin Carret   |           |                                                                                   |
| mai 1945                                 | 16 octobre 1947        | Mathurin Touanel  |           | Cultivateur                                                                       |
| 16 octobre 1947                          | 3 octobre 1959 (décès) | Armand Toxé       |           |                                                                                   |
| décembre 1959                            | 25 mars 1989           | Pierre Coulon     |           |                                                                                   |
| 25 mars 1989                             | 23 mars 2001           | Jean Lecoeuche    |           | Chef d'entreprise Président de la CC du Pays de Saint-Méen-le-Grand (1995 → 2001) |
| 23 mars 2001                             | 28 mai 2020            | Armel Jalu        | PS        | Employé de La Poste Conseiller général de Saint-Méen-le-Grand (2008 → 2015)       |
| 28 mai 2020                              | En cours               | Daniel Chicoine   |           | Chauffeur routier retraité                                                        |

## Démographie
L'évolution du nombre d'habitants est connue à travers les recensements de la population effectués dans la commune depuis 1793. Pour les communes de moins de 10 000 habitants, une enquête de recensement portant sur toute la population est réalisée tous les cinq ans, les populations de référence des années intermédiaires étant quant à elles estimées par interpolation ou extrapolation. Pour la commune, le premier recensement exhaustif entrant dans le cadre du nouveau dispositif a été réalisé en 2006.

En 2022, la commune comptait 591 habitants, en évolution de +5,72 % par rapport à 2016 (Ille-et-Vilaine : +5,46 %, France hors Mayotte : +2,11 %).
| 1793 | 1800 | 1806 | 1821 | 1831 | 1836 | 1841 | 1846 | 1851 |
| ---- | ---- | ---- | ---- | ---- | ---- | ---- | ---- | ---- |
| 410  | 439  | 425  | 446  | 430  | 406  | 395  | 394  | 405  |

| 1856 | 1861 | 1866 | 1872 | 1876 | 1881 | 1886 | 1891 | 1896 |
| ---- | ---- | ---- | ---- | ---- | ---- | ---- | ---- | ---- |
| 408  | 423  | 424  | 400  | 457  | 485  | 473  | 496  | 458  |

| 1901 | 1906 | 1911 | 1921 | 1926 | 1931 | 1936 | 1946 | 1954 |
| ---- | ---- | ---- | ---- | ---- | ---- | ---- | ---- | ---- |
| 444  | 414  | 387  | 368  | 378  | 353  | 397  | 360  | 379  |

| 1962 | 1968 | 1975 | 1982 | 1990 | 1999 | 2006 | 2011 | 2016 |
| ---- | ---- | ---- | ---- | ---- | ---- | ---- | ---- | ---- |
| 363  | 340  | 302  | 335  | 356  | 360  | 454  | 497  | 559  |

| 2021 | 2022 | - | - | - | - | - | - | - |
| ---- | ---- | - | - | - | - | - | - | - |
| 593  | 591  | - | - | - | - | - | - | - |

## Lieux et monuments
La commune compte un monument historique
- Le manoir de la Louverie, ou château de Bel-Air, manoir construit au XVIIe siècle sur la base d'un logis plus ancien, inscrit par arrêté du 9 novembre 2005[22].

Autres monuments:
- La fontaine Saint-Laurent
- L'église Notre-Dame

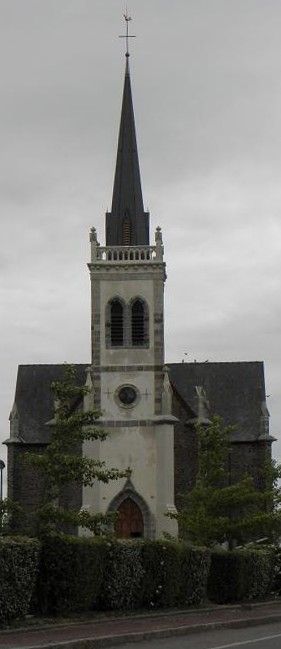
L'église Notre-Dame.
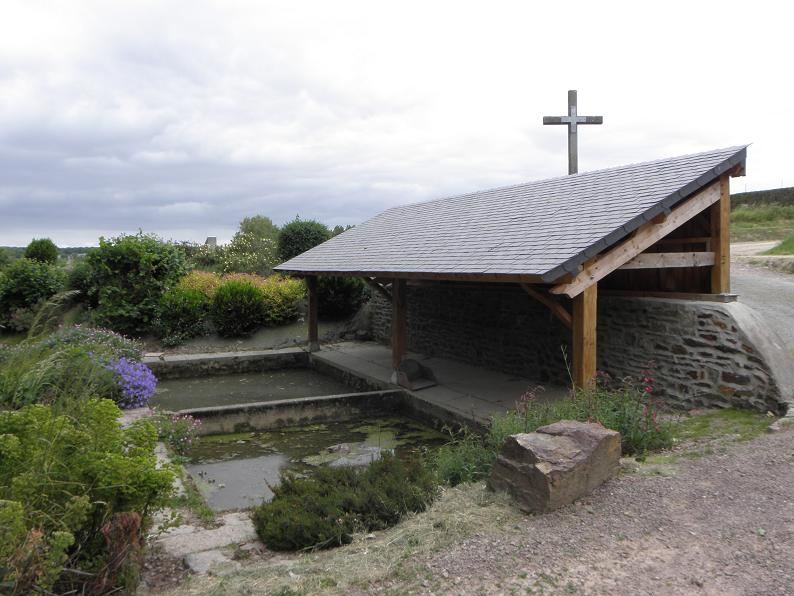
Le lavoir de la fontaine Saint-Laurent.
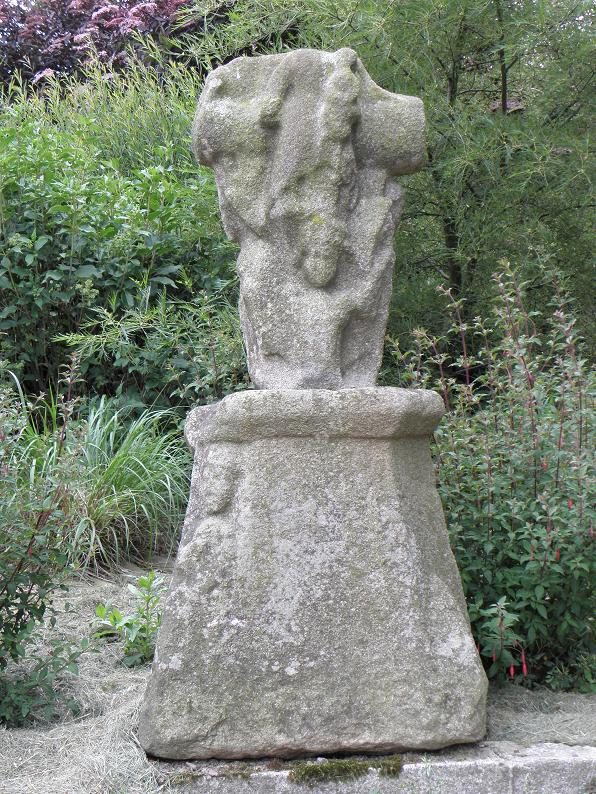
Croix de la fontaine Saint-Laurent.